# Teleonemia schwarzi
Teleonemia schwarzi är en insektsart som beskrevs av Drake 1918. Teleonemia schwarzi ingår i släktet Teleonemia och familjen nätskinnbaggar. Inga underarter finns listade i Catalogue of Life.